# New Waves
New Waves är The Tough Alliances tredje EP. Släpptes den 24 maj 2006 på bandets eget skivbolag Sincerely Yours.
Bland de fyra låtarna på EP:n finns "Silly Crimes" som också fått en egen video.

## Låtar
1. Kill Kill Kill - 1:27
2. Silly Crimes - 3:42
3. 25 Years And Runnin'  - 5:23
4. Mine Was Real - 2:40